# San José Tipceh
San José Tipceh är en ort i Mexiko.   Den ligger i kommunen Muna och delstaten Yucatán, i den östra delen av landet, 1 000 km öster om huvudstaden Mexico City. San José Tipceh ligger 25 meter över havet och antalet invånare är 513.
Terrängen runt San José Tipceh är platt. Runt San José Tipceh är det ganska glesbefolkat, med 42 invånare per kvadratkilometer. Närmaste större samhälle är Muna, 5,4 km nordväst om San José Tipceh. I omgivningarna runt San José Tipceh växer i huvudsak lövfällande lövskog.